# 달려라 장미 (영화)
"달려라 장미"는 2006년에 개봉한 대한민국의 영화이다.

## 캐스팅
- 김태훈 : 강남대 역
- 최반야 : 장영미 역
- 오정세 : 영화사 사장 역
- 장소연 : 꽃순이 역
- 서윤석
- 신신범
- 김영임
- 이동규 (우정출연)